# 貞光駅
貞光駅（さだみつえき）は、徳島県美馬郡つるぎ町貞光字馬出にある、四国旅客鉄道（JR四国）徳島線の駅である。駅番号はB18。全特急列車が停車する。標高54.7 m。

## 歴史
- 1914年（大正3年）3月25日：開業[1]。
- 1983年（昭和58年）4月1日：自動券売機設置[3]。
- 1987年（昭和62年）4月1日：国鉄分割民営化により四国旅客鉄道が承継[1]。
- 2019年（平成31年）4月：自動券売機の営業を終了[4]。

## 駅構造
島式ホーム1面2線を有する地上駅。阿波池田に向かって左側に、手が入ってはいるが古い木造の駅舎が残っており、ホームとは構内踏切で結ばれている。便所は駅舎西側にあり、男女共用の汲み取り式便所が置かれていたが、現在は改修され、男女別水洗式便所に置き換わっている。
2024年3月31日まで、簡易委託駅で、売店を兼ねた窓口では定期券と回数券のみ発売。

### のりば
| のりば | 路線    | 方向 | 行先           |
| ------ | ------- | ---- | -------------- |
| 1      | ■徳島線 | 下り | 阿波池田行き   |
| 2      | ■徳島線 | 上り | 穴吹・徳島方面 |

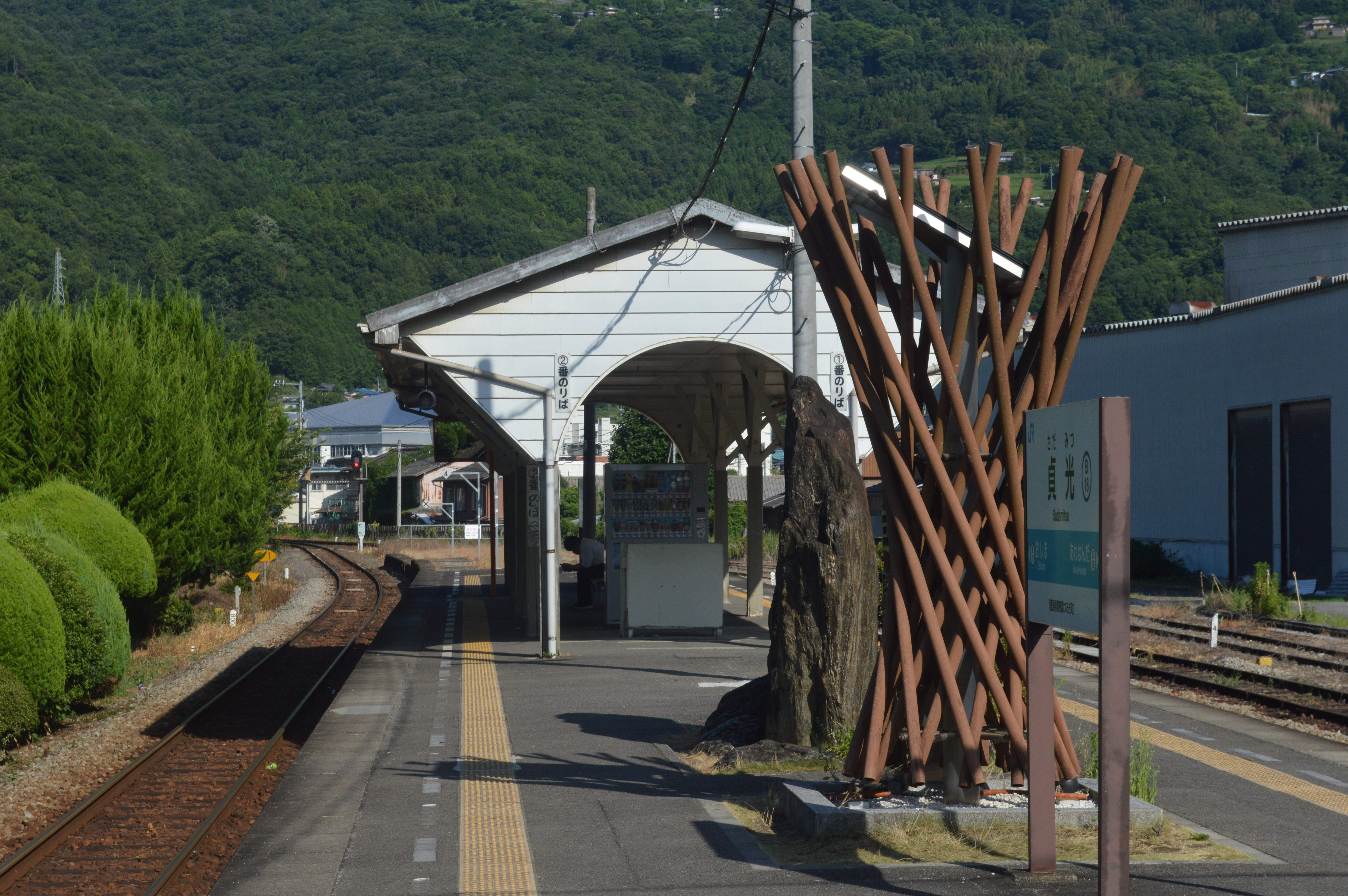
ホーム（2022年8月）

## 利用状況
1日平均乗車人員は下記の通り。
| - 766人（1995年度） - 769人（1996年度） - 731人（1997年度） - 683人（1998年度） - 675人（1999年度） - 658人（2000年度） - 648人（2001年度） - 649人（2002年度） - 600人（2003年度） - 572人（2004年度） | - 554人（2005年度） - 546人（2006年度） - 523人（2007年度） - 496人（2008年度） - 481人（2009年度） - 458人（2010年度） - 477人（2011年度） - 488人（2012年度） - 461人（2013年度） - 432人（2014年度） |

## 駅周辺
- 徳島県立つるぎ高等学校
- 美馬警察署つるぎ庁舎
- 貞光郵便局
- つるぎ町役場
- つるぎ町立貞光小学校
- つるぎ町立貞光中学校
- 徳島県立西部テクノスクール
- 貞光保健所
- 日本年金機構阿波半田年金事務所
- 栗尾商店

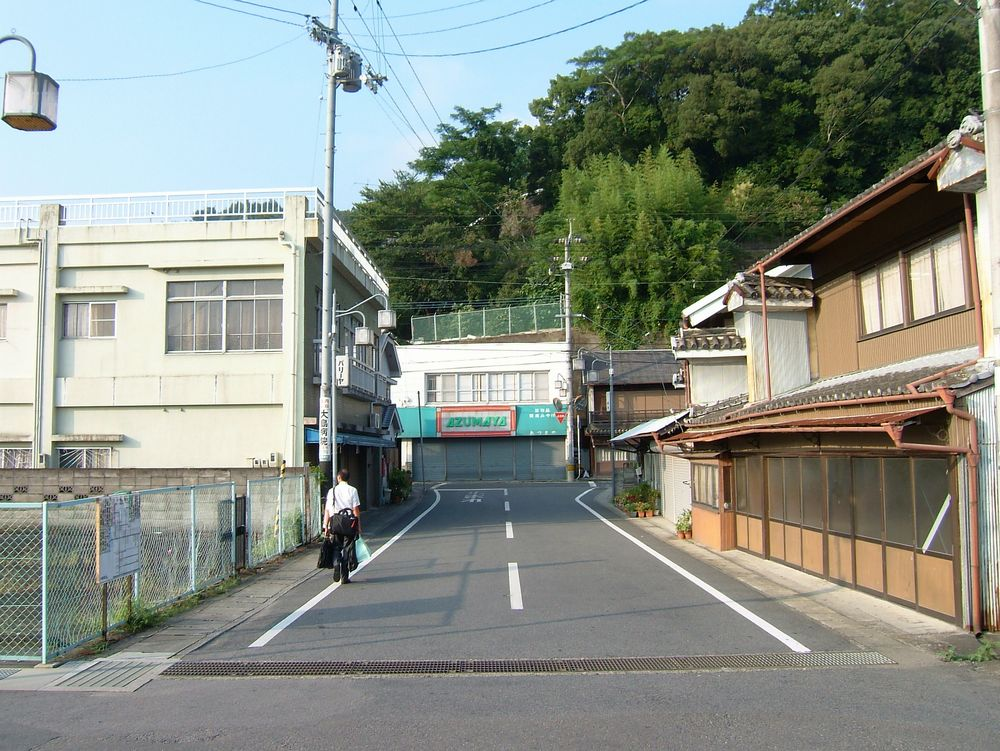
駅前風景（2006年8月）

  - 銘菓「うず芋」製造・発売元。かつては駅構内で立ち売りもしていた。また駅弁「阿波尾鶏とりめし」の販売も行っていた。2020年10月からは同月に運転開始した「 藍よしのがわトロッコ 」乗客用の駅弁「阿波尾鶏トロッコ駅弁」を販売している（下り便のみ）[7]。
- 貞光食糧工業
  - 工場が駅構内とつながっており、かつては鉄道貨物輸送を行っていた。
- 徳島県道158号貞光停車場線
- マルナカ 貞光店

## バス路線
- つるぎ町コミュニティーバス
  - 剣山の登山口として、夏季には見ノ越までの臨時運行がある。

## 隣の駅
四国旅客鉄道（JR四国）
■徳島線
- 特急「剣山」停車駅

■普通
小島駅 (B17) - 貞光駅 (B18)  - 阿波半田駅 (B19)